# Hortense Haudebourt-Lescot

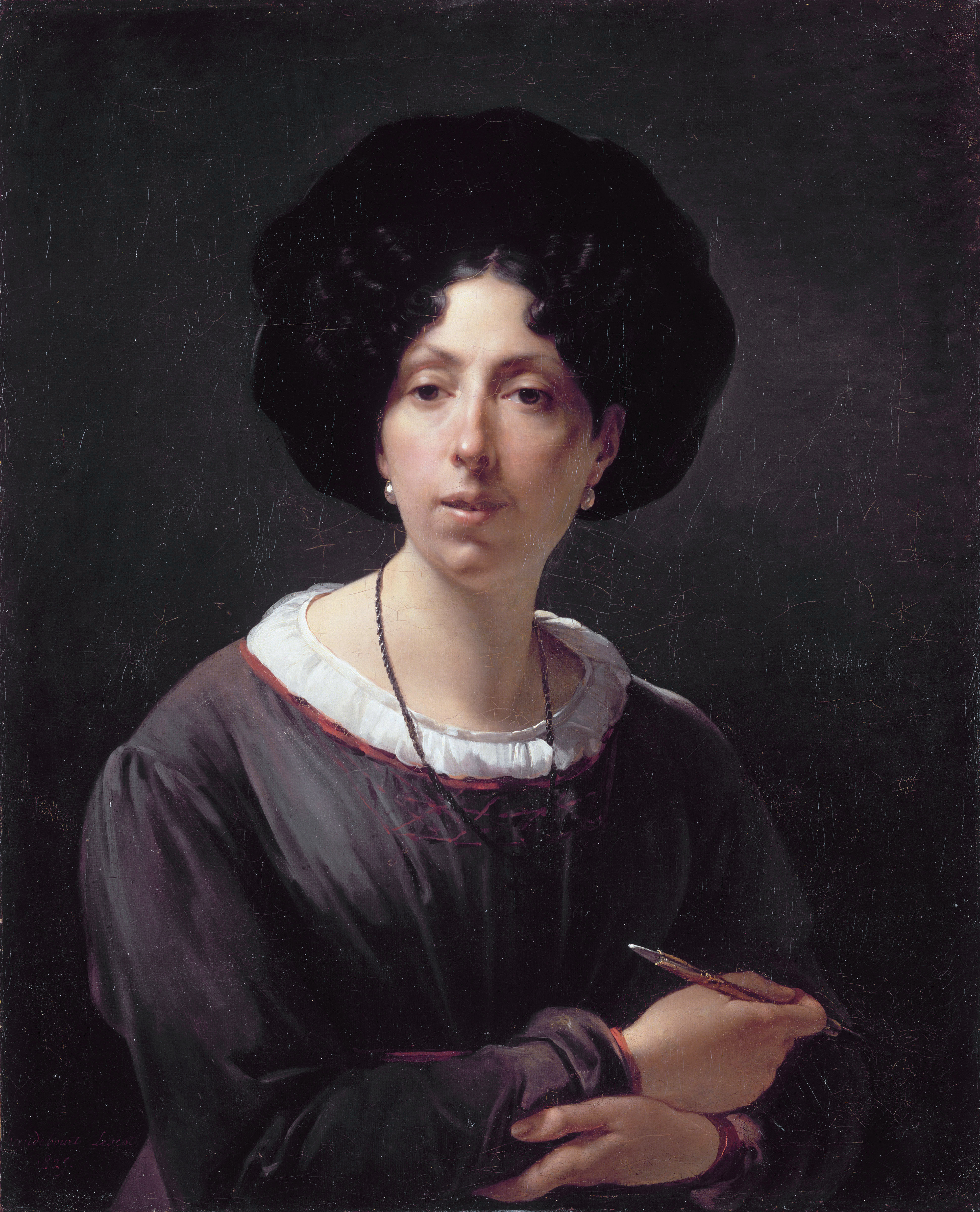
Selbstporträt von Hortense Haudebourt-Lescot, 1800

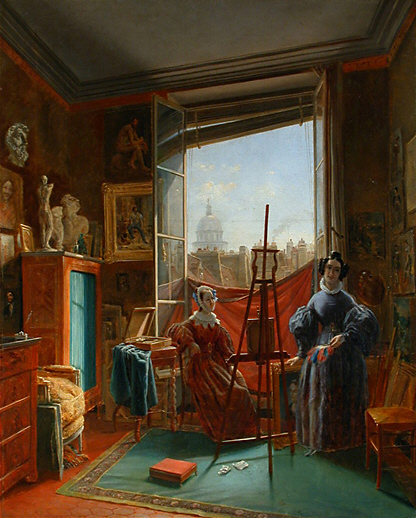
Haudebourt-Lescot Atelier in Paris

Antoinette Cecile Hortense Haudebourt-Lescot (* 14. Dezember 1784 in Paris; † 2. Januar 1845 ebenda) war eine französische Malerin, die zahlreiche Porträts europäischer Adliger anfertigte. Ihre Werke sind dem Klassizismus zuzuordnen.

## Leben
Antoinette Cécile Hortense Haudebourt-Lescot wurde 1784 in Paris geboren und starb dort im Jahr 1845. Haudebourt-Lescot war von Guillaume Guillon Lethière und unterrichtete später selber, darunter die Malerin Marie-Ernestine Serret (1812–1884). Ihre künstlerische Laufbahn begann sie unter der Anleitung von Lethière. Im Jahr 1808 folgte sie ihrem Lehrer nach Italien, wo sie acht Jahre verbrachte und die lokalen Gebräuche und die farbenfrohe Kleidung der Bauern studierte, die später in vielen ihrer Gemälde auftauchen sollten. Nach ihrer Rückkehr nach Paris heiratete sie 1820 den Architekten Louis-Pierre Haudebourt. Auch nach ihrer Heirat blieb sie künstlerisch aktiv und stellte im Laufe von drei Jahrzehnten über 100 Gemälde im Salon de Paris aus.

## Wirken
Haudebourt-Lescot malte vorrangig Szenen des italienischen Volkslebens, die sie während ihres Aufenthalts in Italien skizzierte. Diese Werke zeichneten sich durch ihre lebendige Farbgebung und die Darstellung des ländlichen Alltags aus. Sie erhielt 1810 eine Medaille für ihre Werke im Salon de Paris und wurde zur Malerin der Herzogin von Berry ernannt. Mehrere ihrer Werke wurden von der französischen Regierung für das Museum in Versailles in Auftrag gegeben. Haudebourt-Lescot war auch als Lithografin tätig; unter ihren bekanntesten Lithografien befinden sich Der öffentliche Schreiber und Das Saltarello. Zwar gab es Kritik an der angeblichen Nachlässigkeit ihrer späteren Arbeiten, jedoch blieb sie eine geschätzte und anerkannte Künstlerin, deren Werke auch nach ihrem Tod nicht in Vergessenheit gerieten. Einige der Werke Haudebourt-Lescots sind heute im Musée du Louvre ausgestellt.